# Region kościelny Marche
Region kościelny Marche – jeden z szesnastu regionów kościelnych, na które dzieli się Kościół katolicki we Włoszech. Obejmuje swym zasięgiem świecki region Marche. 

## Podział
- Archidiecezja Ancona-Osimo
  - Diecezja Fabriano-Matelica
  - Diecezja Jesi
  - Diecezja Senigallia
  - Prałatura terytorialna Loreto

- Archidiecezja Fermo

Podział administracyjny regionu kościelnego Marche

  - Archidiecezja Camerino-San Severino Marche
  - Diecezja Ascoli Piceno
  - Diecezja Macerata-Tolentino-Recanati-Cingoli-Treia
  - Diecezja San Benedetto del Tronto-Ripatransone-Montalto

- Archidiecezja Pesaro
  - Archidiecezja Urbino-Urbania-Sant’Angelo in Vado
  - Diecezja Fano-Fossombrone-Cagli-Pergola

## Dane statystyczne
Powierzchnia w km²: 9.223

Liczba mieszkańców: 1.519.062

Liczba parafii: 824

Liczba księży diecezjalnych: 974

Liczba księży zakonnych: 487

Liczba diakonów stałych: 121

## Konferencja Episkopatu Marche
- Przewodniczący: bp Nazzareno Marconi - biskup Maceraty
- Wiceprzewodniczący: abp Angelo Spina - arcybiskup Ankony
- Sekretarz generalny: abp Rocco Pennacchio - arcybiskup Fermo